# Ville Paumola
Ville Paumola (Tampere, 16 marzo 1991) è un ex snowboarder finlandese.

## Palmarès

### Mondiali
- 1 medaglia:
  - 1 bronzo (slopestyle a La Molina 2011)

### Mondiali juniores
- 2 medaglie:
  - 1 argento (slopestyle a Cardrona 2010)
  - 1 bronzo (big air a Cardrona 2010)

### Coppa del Mondo
- Miglior piazzamento nella Coppa del Mondo generale di freestyle: 12º nel 2016
- Miglior piazzamento nella Coppa del Mondo di slopestyle: 7º nel 2014 e nel 2016
- Miglior piazzamento nella Coppa del Mondo di big air: 18º nel 2016
- 1 podio:
  - 1 terzo posto